# Virtopsy
Als Virtopsy® wird ein forensisch-medizinisches Verfahren bezeichnet, das einen Großteil der herkömmlichen Obduktionen (Autopsien, Leichenöffnungen) durch ein minimalinvasives Vorgehen ersetzen soll. Dies soll vor dem Hintergrund der bereits 1970 einsetzenden exponentiellen technologischen Entwicklung der medizinischen Bildgebung erfolgen.

## Bezeichnung „Virtopsy“
Initiiert wurde das Forschungsprojekt mit dem Namen „Virtopsy“ Ende des vergangenen Jahrhunderts unter der Leitung von Richard Dirnhofer (CV) am Institut für Rechtsmedizin der Universität Bern. Der Neologismus „Virtopsy“ – eine Verschmelzung der Wörter virtuell und Autopsie – steht dabei für eine verbesserte Darstellung und Dokumentation rechtsmedizinischer Befunde. Der Begriff „virtuell“ wird dabei nicht im Sinn eines Gegensatzes zu real verwendet, sondern in seiner ursprünglichen Wortbedeutung der lateinischen Wurzel „Virtus“ (Tugend) und bezeichnet so die Eigenschaften: tauglich, tüchtig, besser. Virtuell ersetzt dabei im Wort Autopsie den griechischen Wortstamm Autos – selbst. Dies soll Ausdruck dafür sein, dass die virtoptische® Methode zu einer Weiterentwicklung für mehr Objektivität rechtsmedizinischer Gutachten führt.
Virtopsy ist ein Markenname, der auf den emeritierten Direktor des Instituts für Rechtsmedizin der Universität Bern (Schweiz), Richard Dirnhofer, registriert ist.
Mit Michael Thali als operativem Leiter ist die Virtopsy®-Forschungsgruppe seit Anfang 2011 dem Institut für Rechtsmedizin der Universität Zürich angegliedert.
Der klinischen Bildgebung von Gewaltopfern als Forschungsschwerpunkt widmet sich das Ludwig Boltzmann Institut für Klinisch-Forensische Bildgebung (LBI-CFI) in Graz.
Während Virtopsy ein geschützter Markenname ist, werden auch die Begriffe PMI (Postmortem Imaging), postmortale Bildgebung und in Japan AI (Autopsy Imaging) zur zusammenfassenden Erwähnung des Einsatzes bildgebender Verfahren überwiegend bei Verstorbenen verwendet.

## Ursprung
Die erste wissenschaftliche Studie, die postmortale CT-Bildgebung bei Verstorbenen beschreibt, stammt aus Israel und wurde 1994 publiziert. Die Schlussfolgerung war damals bereits, dass es die Kombination von bildgebenden Verfahren mit der konventionellen Autopsie ist (und nicht das Verwenden nur einzelner Modalitäten), welche die Befunddokumentation am umfassendsten verbessert.

## Verfahren
Rechtsmedizin ist ein medizinisches Fachgebiet, in dem Ärzte allfällige, mutmaßliche oder sichere Opfer von Gewalt untersuchen, die letztlich sterben. Klinische Rechtsmedizin beschäftigt sich mit allfälligen, mutmaßlichen oder sicheren überlebenden Opfern von Gewalt; dagegen bearbeiten die Bereiche Verkehrsmedizin und Altersschätzung Fragestellungen, die auch von Hausärzten, Kinderärzten oder anderen Medizinern bearbeitet werden. Da diese Untersuchungen üblicherweise im Auftrag einer Untersuchungsbehörde durchgeführt werden, bestehen rechtliche, u. a. strafprozessuale Vorschriften für das Vorgehen.
Eine der wichtigsten Arbeitsschritte in der Rechtsmedizin ist die Dokumentation des forensischen Befundes. Auf der Dokumentation bauen Diagnose und Gutachten der Rechtsmediziner auf, welche für die Rechtsprechung wichtige Bedeutung haben können.
Virtopsy nutzt für die Dokumentation bildgebende Verfahren, wie sie in der klinischen Medizin und in der Industrie schon seit einiger Zeit eingesetzt werden. Computertomografie und Magnetresonanzbildgebung eignen sich zur Erfassung von Teilen des oder des gesamten Körpervolumens. Das 3D Oberflächenscanning dient in Fahrzeugbau und Vermessungstechnik der massgenauen Erstellung von Oberflächendokumentationen; in der Rechtsmedizin werden Verletzungsbefunde so mit Vermessungsdaten vom Ereignis- oder Unfallort integriert. Zusätzlich kommen 3D-bildgestützte Biopsieverfahren und die postmortale Angiografie mit der Darstellung des Herzkreislaufsystems zum Einsatz. Zu einem Datensatz fusioniert, machen die Aufzeichnungen in 3D den entscheidenden, qualitativen Unterschied zur klassischen rechtsmedizinischen Befunddokumentation aus.
Die digitale Datenerhebung und -speicherung erlauben hingegen eine Befunddokumentation ohne die Gefahr einer subjektiven Missinterpretation. Während Wunden an lebenden Körpern abheilen und Verletzungen an Verstorbenen dem natürlichen Zerfall unterliegen, halten die Befunddokumentationen aus bildgebenden Verfahren alle Details eines Körpers auf Dauer fest. Die Daten sind archivierbar und zeitunabhängig reproduzierbar. Sie lassen sich in Rekonstruktionen von Tatort und Tathergang einblenden und stehen Forschung und Lehre zu Studien- und Übungszwecken zur Verfügung. Das Einholen von Zweitmeinungen wird genauso ermöglicht wie die Zusammenarbeit in internationalen Forschungsteams und in der globalen Kriminalitätsbekämpfung.
Das zur Zeit eingesetzte Instrumentarium für die Durchführung einer „virtuellen Autopsie“ besteht aus:
- Oberflächenscanning durch Kameraroboter zur dreidimensionalen, massstabgetreuen und farbigen Dokumentation der Körperoberfläche; entspricht im klassischen Obduktionsverfahren der „äusseren Leichenbesichtigung“;
- Mehrschichtspiral-CT und MRT zur schichtweisen Darstellung des Körpers in allen Raumebenen, optional auch in 3D; entspricht der „inneren Leichenbesichtigung“ der Obduktion;
- Virtangio-Maschine, mit der an der Leiche, zusammen mit einem Kontrastmittel, das Herz- und Blutgefäßsystem dargestellt wird;
- Kontaminationsfreie Probenentnahme mit bildgesteuerten Robotern für verschiedenste, ergänzende forensische Analysen, wie z. B. Histologie, Bakteriologie, Virologie, Toxikologie und Diatomeenuntersuchungen; ersetzt die übliche Asservierung von Probenmaterial an der Leiche.

Vor dem Hintergrund verschiedener roboterisierter Verfahren zur Datenakquisition wurde von Dirnhofer der Begriff „Virtobot“ eingeführt. Damit war auch das von Jens Bauer kreierte Motto, „Virtobot makes Virtopsy happen“ geboren.

## Forschungsziel
Ziel des Forschungsprojektes „Virtopsy“ ist, die rechtsmedizinische Befunderstattung bei gerichtlichen Obduktionen hinsichtlich ihrer Objektivität grundlegend zu verbessern. Durch den kombinierten Einsatz der verschiedenen bildgebenden Methoden wird ein hochpräziser bildlicher 3D Datensatz des Verstorbenen generiert. Dieses „Faksimile“ – d. h. die original maßstabgetreue Nachbildung – des Beweisobjektes Leiche, lässt sich anschließend auf dem Computerbildschirm in allen seinen Details durch verschiedene Personen untersuchen (Mehraugenprinzip, Teleforensik).

## Vorteile
Dabei sind mit diesem Verfahren folgende Vorteile verbunden:
- Erhalt des realen Beweisobjektes Leiche in seiner virtuellen Existenz.
- Personenunabhängige Dokumentation des Beweisobjektes – „Delegieren des Sehens“ an die Maschine.
- Komplette, nicht destruktive Erfassung der Befunde vom Scheitel bis zur Sohle
- Datenerfassung in Körperregionen die sonst aus Gründen der Pietät verschont werden (z. B. Gesicht).
- Datenerfassung in präparatorische schwer zugänglichen Regionen (z. B. Kopfgelenke) und bei fortgeschrittenen Leichenveränderungen.
- Darstellung des gesamten Blutgefäßsystems.
- Ersatz der manuellen Geschicklichkeit durch das „virtuelle Messer“ des maschinellen Schnittbildverfahrens.
- Standardisiertes Verfahren der Datenakquisition.
- Hochpräzise, millimetergenaue kontaminationsfreie Probenentnahme (Gifte, Infektionen, Gewebe etc.)
- Massstabsgetreue 3D-Dokumentation für präzise forensische Rekonstruktionen
- Saubere unblutige Darstellung der Dokumentation
- Qualitätsverbesserung der Gutachten – Teleforensisches „Mehraugenprinzip“
- Erleichterung der Beweiswürdigung durch bessere Nachvollziehbarkeit der bildlichen 3D-Befunde.
- Akzeptanz durch Angehörige und religiöse Gemeinschaften mit ablehnender Haltung gegenüber Leichenöffnungen
- Der komplette gespeicherte Datensatz kann – auch nach Bestattung des Körpers – für eine neuerliche gutachterliche Beurteilung als Erkenntnisquelle in Augenschein genommen werden.
- Rasche und komplette Datenerfassung im Rahmen von Analysen bei Massenkatastrophen (Terroranschläge, Flugzeugabstürze usw.)

Mit „Virtopsy“ ist einer forensisch medizinischen Befunderstattung im Sinne einer alten Forderung, nämlich „einer vollständigen und treuen Anschauung des besichtigten Gegenstandes“ (E. von Hofmann) voll umfänglich Genüge getan. Auch hat sich mit „Virtopsy“ das alte Anliegen, „bei der Protokollerstellung, mit Worten so zu fotografieren, dass man die Gedanken des Obduzenten bildlich nachvollziehen kann“ (Schwarzacher), erfüllt.

### Best Practices
Darin liegt auch der Grund, dass das National Research Council in den USA im Rahmen seiner Reformvorschläge für die forensischen Wissenschaften, Virtopsy als „Best Practices“ für die rechtsmedizinische Beweissicherung vorgeschlagen hat. 2012 wurde eine internationale wissenschaftliche Gesellschaft für den Bereich forensische Radiologie und Imaging (ISFRI) gegründet um die Forschungsergebnisse laufend untereinander auszutauschen und die entsprechenden Verfahren zu standardisieren.
Des Weiteren wurde 2012 unter dem Aspekt Best practices eine Technical Working Group Postmortem Angiography Methods (TWGPAM) gegründet. Unter der Führung des Centre hospitalier universitaire vaudois (CHUV) am Universitätsspital Lausanne (Silke Grabherr) erarbeitet diese Scientific Group (neun europäische Institute für Rechtsmedizin) verlässliche, standardisierte Methoden und Guidelines für die Durchführung und Beurteilung bildgebender, postmortaler, angiographischer Untersuchungen.

## Institute, die unter dem Virtopsy-Projekt forschen
- Institut für Rechtsmedizin der Universität Basel
- Charité Berlin, Institut für Rechtsmedizin
- University of Bern, Institut für Rechtsmedizin
- Centre universitaire romand de médecine légale, Lausanne - Genève (CURML)
- Universität Zürich Institut für Rechtsmedizin

## Filme
- The Virtopsy Process
- The Virtopsy Table

## Bücher- und Zeitschriftenartikel
- Brogdons's Forensic Radiology, 2nd Edition Michael J. Thali, Mark D. Viner, Byron Gil Brogdon, 2011 CRC Press
- The Virtopsy Approach: 3D Optical and Radiological Scanning and Reconstruction in Forensic Medicine Michael J. Thali, Richard Dirnhofer, Peter Vock, 2009 CRC Press
- Entwicklung des Systems, Interview mit Thali
- Virtopsy – Obduktion neu in Bildern; Dirnhofer/Schick/Ranner, Schriftenreihe Recht der Medizin, 2010 Manz
- Revolution in der Gerichtsmedizin erschienen in „Öffentliche Sicherheit 9-10/09“
- Die Virtopsie wird die Autopsie ablösen Erschienen in KRIMINALPOLIZEI Oktober/November 2009